# Eva Burrows
General Eva Evelyn Burrows, AC, OF (født 15. september 1929 i Newcastle, død 20. marts 2015 i Melbourne) var en australsk officer i Frelsens Hær, som fra 1986 til 1993 var general for Frelsens Hær. Hun var officer for organisationen fra 1951 frem til hun blev pensioneret i 1993. I 1993 udgav Henry Gariepy hendes biografi kaldet General of God's Army the Authorized Biography of General Eva Burrows.